# أيان هنتر
أيان هنتر (بالإنجليزية: Ian Hunter)‏ (و. 1900 – 1975 م) هو ممثل مسرحي، وممثل أفلام بريطاني، ولد في كيب تاون، بدأ مشواره المهني سنة 1924، توفي في لندن، عن عمر يناهز 75 عاماً، بسبب نوبة قلبية.

## الخدمة العسكرية
خدم في الجيش البريطاني.

## وصلات خارجية
- أيان هنتر على موقع IMDb (الإنجليزية)
- أيان هنتر على موقع ألو سيني (الفرنسية)
- أيان هنتر على موقع تيرنر كلاسيك موفيز (الإنجليزية)
- أيان هنتر على موقع أول موفي (الإنجليزية)
- أيان هنتر على موقع قاعدة بيانات برودواي على الإنترنت (الإنجليزية)
- أيان هنتر على موقع قاعدة بيانات الأفلام السويدية (السويدية)
- أيان هنتر على موقع إن إن دي بي (الإنجليزية)
- أيان هنتر على موقع قاعدة بيانات الفيلم (الإنجليزية)
- أيان هنتر على موقع كينوبويسك (الروسية)